# 제1수송교육연대
제1수송교육연대(第一輸送敎育聯隊, First Transportation Training Regiment), 구 제1야전수송교육단은 강원특별자치도 홍천군에 주둔하고 있는 대한민국 육군의 육군종합군수학교 예하 연대이다.

## 교육 과정
운전면허와 수송 병과를 가진 운전병은 육군훈련소, 사단 신병교육대에서 기초군사훈련을 받고 차출되어 수송교육연대에서 후반기 교육을 받게 된다. 소형, 중형, 대형으로 분류된 군용 차량 운전과 정비를 교육받은 후 자대배치된다.

## 기록[1]

### 계보
- 2010년 6월 1일, 제1야전수송교육단 (1st Transport Training Group)
- 2019년 1월 1일, 제1수송교육연대 (1st Transport Training Regiment)

### 소속
- 제1야전군, 날짜미상
- 육군종합군수학교 수송교육단, 2019년 1월 1일